# یندرو (بازیکن فوتبال، زاده ۱۹۷۹)
یندرو (انگلیسی: Jandro؛ زادهٔ ۲۷ فوریهٔ ۱۹۷۹) بازیکن فوتبال اهل اسپانیا است.
از باشگاه‌هایی که در آن بازی کرده‌است می‌توان به باشگاه فوتبال دپورتیوو آلاوس، باشگاه فوتبال نومانسیا، باشگاه فوتبال ژیرونا، باشگاه فوتبال آلباسته بالومپیه، باشگاه خیمناستیک تاراگونا، باشگاه فوتبال الچه، باشگاه فوتبال کادیس، باشگاه فوتبال سلتاویگو، و باشگاه فوتبال والنسیا اشاره کرد.
وی همچنین در تیم‌های ملی فوتبال زیر ۱۸ سال اسپانیا و زیر ۲۰ سال اسپانیا بازی کرده‌است.